# Вимана
Вимане представљају митолошке летеће машине или летелице које су описане у староиндијским санскритским књигама — Ведама. Детаљно су описане у епу Рамајана као небеске кочије чији мотор покреће жућкасто-бела течност попут неке врсте живе или бензина.